# Giải bóng đá ngoại hạng Lào
Giải bóng đá ngoại hạng Lào (tiếng Lào: ທິມບານເຕະ,tiếng Anh: Lao Premier League) là giải bóng đá chuyên nghiệp cấp cao nhất của Lào. Giải có sự tham dự của 14 câu lạc bộ sau lần mở rộng năm 2015.

## Thể thức thi đấu
Các đội bóng thi đấu vòng tròn 2 lượt đi và về trên sân nhà - sân khách. Điểm số được tính cho mỗi trận thắng là 3 điểm, hòa 1 điểm và thua không có điểm. Bảng xếp hạng căn cứ theo các chỉ số lần lượt là: điểm số, hiệu số bàn thắng, tổng số bàn thắng và cuối cùng là thành tích đối đầu trực tiếp. Sau khi kết thúc mùa giải, đội xếp đầu bảng xếp hạng sẽ được nhận cúp vô địch, tiền thưởng và vé tham dự giải bóng đá châu lục dành cho các câu lạc bộ AFC Cup.

## Các đội tham dự và sân vận động mùa giải 2022
| Team             | Location               | Stadium                             | Capacity |
| ---------------- | ---------------------- | ----------------------------------- | -------- |
| Ezra             | Viêng Chăn(thủ đô)     | Lanexang Stadium                    | 4,000    |
| Viengchanh       | Viêng Chăn (tỉnh)      | Sân vận động Quốc gia Lào mới       | 25,000   |
| Young Elephants  | Viêng Chăn(thủ đô)     | Sân vận động Quốc gia Lào mới       | 25,000   |
| Lao Army         | Viêng Chăn(thủ đô)     | Army Stadium KM5                    | 1,000    |
| Master 7 FC      | Viêng Chăn(thủ đô)     | National University of Laos Stadium | 5,000    |
| Champasak        | Champasak Province     | Champasak Stadium                   | 12,000   |
| Luang Prabang FC | Luang Prabang Province | Luang Prabang Stadium               | 20,000   |

## Những nhà vô địch theo thời gian
- 1990: Lao Army FC (Viêng Chăn)
- 1991: Lao Army FC (Viêng Chăn)
- 1992: Lao Army FC (Viêng Chăn)
- 1993: Savannakhet (Savannakhet) / Lao Army FC (Vientiane)
- 1994: Lao Army FC (Vientiane)
- 1995: Pakse (Pakse) / Education Team
- 1996: Lao Army FC (Vientiane)
- 1997: Sayaboury (Sayaboury) / Lao Army FC (Vientiane)
- 1998: Khammouan Province Team
- 2000: Vientiane Municipality (national games)
- 2001: Lao Bank FC
- 2002: MCTPC FC (Ministry of Communication, Transportation and Construction)
- 2003: MCTPC FC (Ministry of Communication, Transportation and Construction)
- 2004: MCTPC FC (Ministry of Communication, Transportation and Construction)
- 2005: Vientiane FC
- 2006: Vientiane FC
- 2007: Lao-American College FC
- 2008: Lao Army FC (Viêng Chăn)
- 2009: Not held
- 2010: Lao Bank FC
- 2011: YOTHA FC
- 2012: Lao Police Club
- 2013: SHB Champasak
- 2014: Hoang Anh Attapeu
- 2015: Lao Toyota FC (Now F.C Chanthabouly)
- 2016: Lanexang United
- 2017: Lao Toyota FC (Now F.C Chanthabouly)
- 2018: Lao Toyota FC (Now F.C Chanthabouly)
- 2019: Lao Toyota FC (Now F.C Chanthabouly)
- 2020: Lao Toyota FC (Now F.C Chanthabouly)
- 2021: Cancelled
- 2022: Young Elephant
- 2023: Young Elephant

Note 1: unclear whether league championship.

Source:

### Danh sách những đội vô địch nhiều nhất
| Club                                    | Winners | Winning Seasons                                |
| --------------------------------------- | ------- | ---------------------------------------------- |
| Câu lạc bộ Bóng đá Quân đội Lào         | 8       | 1990, 1991, 1992, 1993, 1994, 1996, 1997, 2008 |
| Chanthabouly (previously Lao Toyota FC) | 5       | 2015, 2017, 2018, 2019, 2020                   |
| Yotha FC                                | 4       | 2002, 2003, 2004, 2011                         |
| Lao Bank FC                             | 2       | 2001, 2010                                     |
| Vientiane FC                            | 2       | 2005, 2006                                     |
| Lanexang United                         | 1       | 2016                                           |
| Hoang Anh Attapeu                       | 1       | 2014                                           |
| SHB Champasak                           | 1       | 2013                                           |
| Lao Police Club                         | 1       | 2012                                           |
| Lao-American College FC                 | 1       | 2007                                           |
| Khammouan Province Team                 | 1       | 1998                                           |
| Pakse                                   | 1       | 1995                                           |
| Savannakhet                             | 1       | 1993                                           |